# Deah Raya
Deah Raya is een bestuurslaag in het regentschap Banda Aceh van de provincie Atjeh, Indonesië. Deah Raya telt 635 inwoners (volkstelling 2010).